# 18469 Hakodate
18469 Hakodate este un asteroid din centura principală de asteroizi.

## Descriere
18469 Hakodate este un asteroid din centura principală de asteroizi. A fost descoperit pe 20 octombrie 1995 la Chichibu de Naoto Satō și Takeshi Urata. Asteroidul prezintă o orbită caracterizată de o semiaxă mare de 2,93 ua, o excentricitate de 0,05 și o înclinație de 2,4° în raport cu ecliptica.